# Drei Gleichen

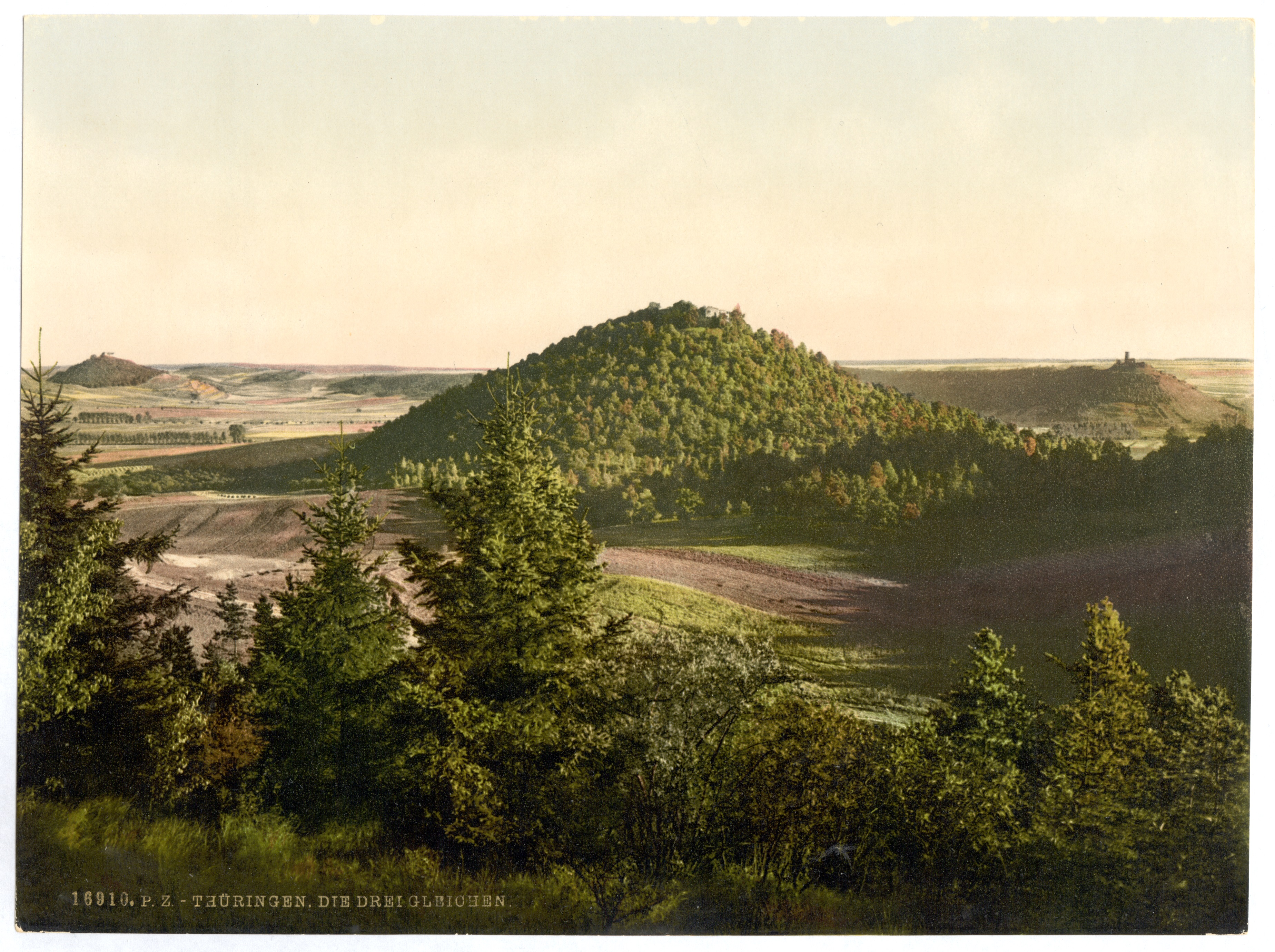
Drei Gleichen

Drei Gleichen (română Trei Asemănători) este numele pe care-l poartă un grup de trei cetăți medievale, situate în apropiere de Mühlberg, Wandersleben și Wachsenburggemeinde în Turingia, Germania. Ansamblul celor trei cetăți Mühlburg (Burg), Burg Gleichen și Veste Wachsenburg se poate vedea de pe autostrada A-4 pe traseul dintre  Erfurt și Gotha.